# Albert Hassler

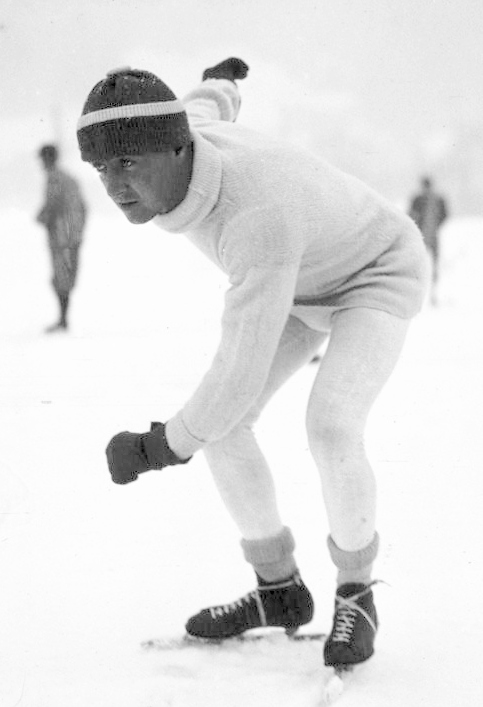
Albert Hassler, 1926.

Albert Hassler, född 2 november 1903 i Chamonix, död 22 september 1994 i Plaisir i Yvelines, var en fransk hastighetsåkare på skridskor. Han deltog i de olympiska spelen i Chamonix 1924. Som bäst kom han på artonde plats på 500 meter. Han spelade även ishockey för Frankrike under tre OS, i Chamonix 1924, i Sankt Moritz 1928 och i Garmisch-Partenkirchen 1936.